# Louet
Louet war ein französischer Hersteller von Automobilen und Motoren.

## Unternehmensgeschichte
Das Unternehmen Société des Automobiles Louet aus Paris begann 1902 mit der Produktion von Automobilen, die als Louet vermarktet wurden. 1904 erfolgte eine Umbenennung in E. Louet et Badin und der Umzug nach Auxerre. Außerdem entstanden Motoren für Schiffe und Flugzeuge. 1906 wurden einige Lastkraftwagen gefertigt, die als Louet et Badin angeboten wurden. 1908 endete die Produktion.

## Fahrzeuge
Zunächst gab es ein Modell mit einem Dreizylindermotor, 18 PS Leistung und Kettenantrieb. 1904 bestand das Angebot aus einem Einzylindermodell mit 6 PS Leistung, einem Zweizylindermodell mit 9 PS Leistung und einem Dreizylindermodell mit 12 PS Leistung. Im gleichen Jahr wurde ein Sechszylindermotor mit 70 PS Leistung in ein Fahrgestell mit 375 cm Radstand montiert und auf dem Pariser Automobilsalon präsentiert. Dieses Modell blieb ein Einzelstück. 1905 ergänzte der 24/30 CV mit einem Vierzylindermotor und Kardanantrieb das Sortiment. Die Zwei- und Dreizylindermodelle mit Kettenantrieb waren weiterhin lieferbar.

## Motoren
Für den Einbau in Schiffen und Flugzeugen entstanden Sechszylindermotoren mit wahlweise 40 PS, 70 PS und 120 PS.